# Hilgert

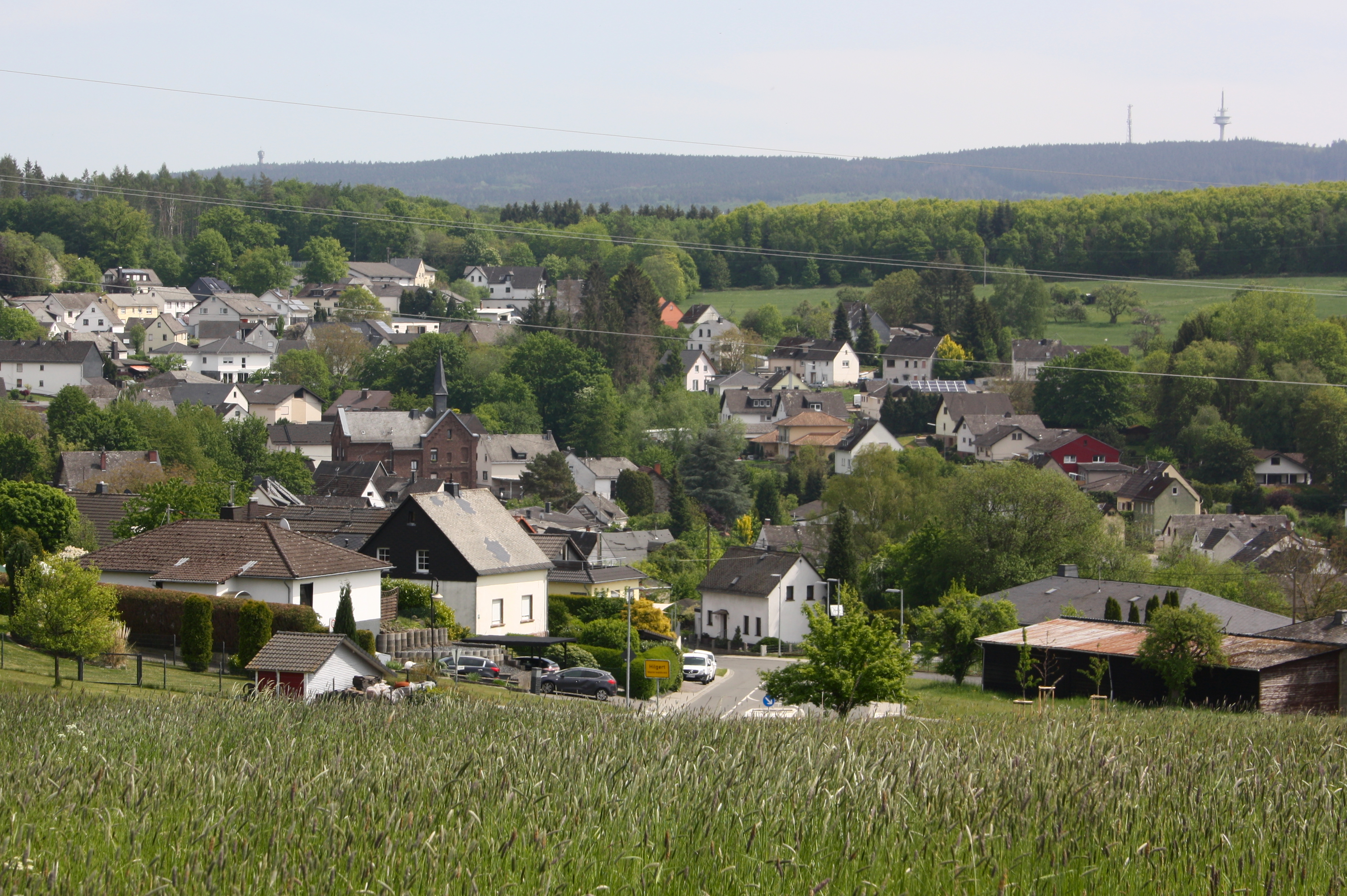
Hilgert (2020), im Hintergrund der Köppel (li.) und die Funktürme der Alarmstange (re.)

Hilgert im Kannenbäckerland ist eine Ortsgemeinde im Westerwaldkreis in Rheinland-Pfalz. Sie gehört der Verbandsgemeinde Höhr-Grenzhausen an.

## Geographische Lage
Hilgert liegt ca. 13 Kilometer nordöstlich von Koblenz am Rande des Naturpark Nassau. Die Gemeinde liegt am Masselbach.
Zu Hilgert gehört der Ortsteil Faulbach sowie die Wohnplätze Hüttenrain und Jagdhaus.

## Geschichte
Erstmals urkundlich erwähnt wurde der Ort  bzw. das Hofgut „Hilgenrode“ im Jahre 1349, als Heymart von der Linden, ein Klosterbruder zu Laach, den Vetter des „Lupreicht von Hilgert“ erschlagen hatte. Als Sühne war eine „Rente für ein ewiges Licht“ in der Kirche zu Alsbach zu zahlen. Die Endung -rode deutet auf eine Gründung in der fränkischen Rodungsperiode im 9. und 10. Jahrhundert hin.
Faulbach wurde erstmals 1664 erwähnt und dürfte wohl auch erst nach 1526 angelegt worden sein.
Rund einen Kilometer südlich von Hilgert befand sich der Ort Seelbach, der 1356 erstmals genannt wurde. 1675 war er schon längere Zeit wüst.

## Politik

### Gemeinderat
Der Gemeinderat in Hilgert besteht aus 16 Ratsmitgliedern, die bei der Kommunalwahl am 9. Juni 2024 in einer personalisierten Verhältniswahl gewählt wurden, und dem ehrenamtlichen Ortsbürgermeister als Vorsitzendem.
Die Sitzverteilung im Gemeinderat:
| Wahl | SPD | CDU | FWG | WGF | Gesamt   |
| ---- | --- | --- | --- | --- | -------- |
| 2024 | 5   | 6   | 3   | 2   | 16 Sitze |
| 2019 | 5   | 5   | 4   | 2   | 16 Sitze |
| 2014 | 6   | 6   | 4   | –   | 16 Sitze |
| 2009 | 7   | 5   | 4   | –   | 16 Sitze |
| 2004 | 6   | 6   | 4   | –   | 16 Sitze |

- FWG = Freie Wählergruppe Kannenbäckerland e. V.
- WGF = Wählergruppe Fahrenkrug

### Bürgermeister
Björn Hümmerich (CDU) wurde am 10. Juli 2024 Ortsbürgermeister von Hilgert. Bei der Direktwahl am 9. Juni 2024 setzte er sich mit 56,7 Prozent der abgegebenen Stimmen gegen seinen Amtsvorgänger Uwe Schmidt (SPD) durch, der das Amt seit 2014 ausgeübt hatte.
Schmidts Vorgänger waren Wolfgang Gelhard (Ortsbürgermeister 2004–2014) und Günter Schwaderlapp (1988–2004).

### Wappen
| Wappen von Hilgert | Blasonierung: „Schild von eingeschweifter silberner Spitze, darin ein über zwei schräggekreuzten blauen Tonpfeifen stehender blauer Krug, gespalten; vorne in Gold vier rote Schrägbalken, belegt mit einem blauen nach links schreitenden Pfau, hinten in Blau ein goldener Löwe, begleitet von sieben goldenen Schindeln.“ |
| Wappen von Hilgert | Wappenbegründung: Die Wappenmotive im Wappenschild: Wiedischer Pfau, Nassauische Löwe und Krug (bzw. Kanne) sind 3 von 5 Elemente des Wappens der Kannenbäckerzunft von 1717. |

## Kultur und Sehenswürdigkeiten

### Kulturdenkmale
In Hilgert stehen die ehemalige Schule, eine frühere Pfeifenbäckerei sowie mehrere Fachwerkhäuser unter Denkmalschutz.

### Naturdenkmale
In der Gemarkung von Hilgert befinden sich drei Naturdenkmale:
- im Südosten innerhalb der Ortslage eine Traubeneiche, registriert unter ND-7143-418
- südöstlich der Ortslage die Felsengruppe Bühl, registriert unter ND-7143-419
- östlich der Ortslage die „Alte Eiche“ (Quercus robur), registriert unter ND-7143-421

## Wirtschaft und Infrastruktur

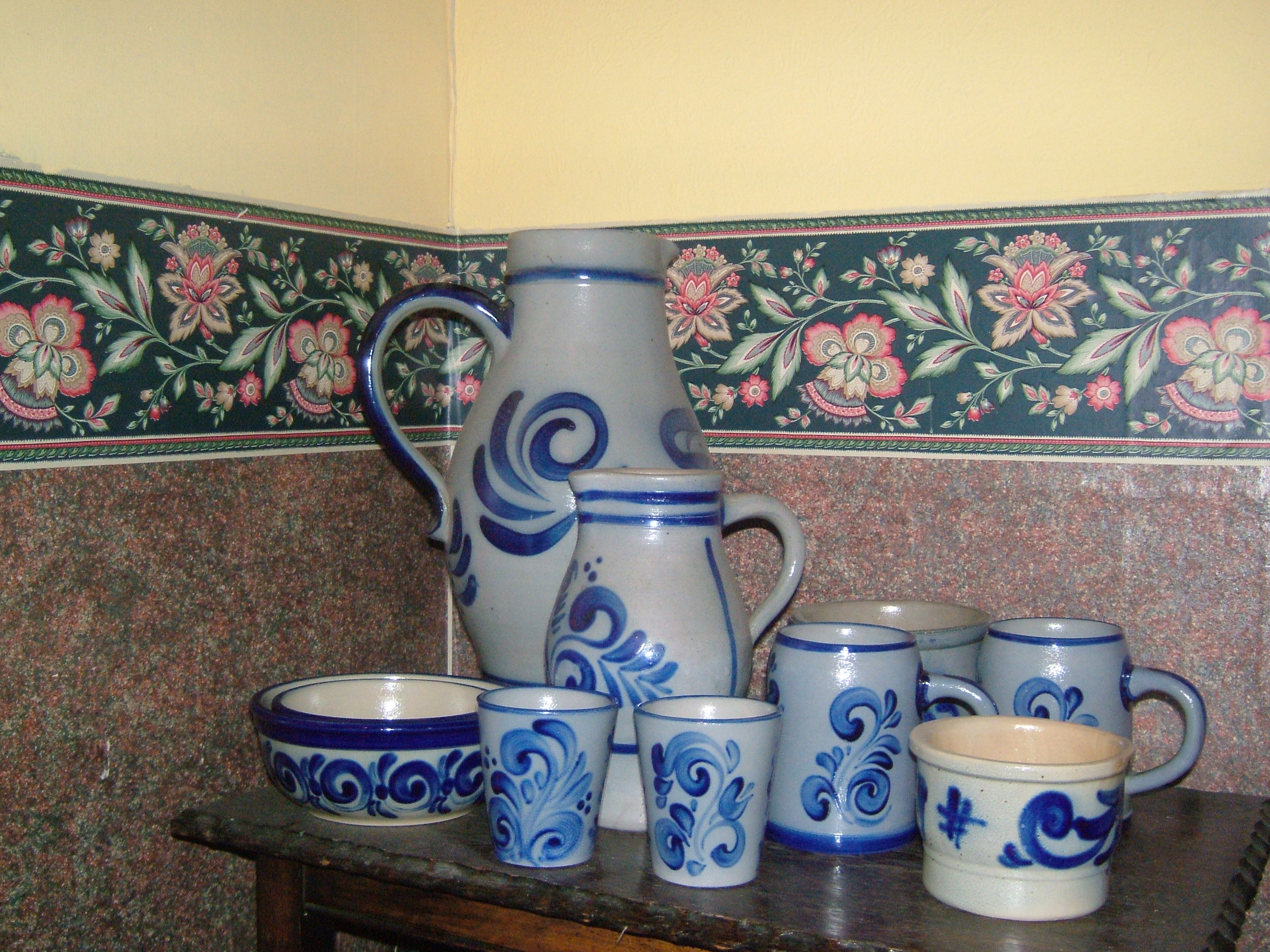
Westerwälder Keramik

### Verkehr
- Die A 48 mit der Anschlussstelle Höhr-Grenzhausen (AS 12) liegt in unmittelbarer Nähe des Gemeindegebietes 3 km entfernt.
- Die A 3 mit der Anschlussstelle Ransbach-Baumbach liegt ungefähr 8 km entfernt.
- Der nächstgelegene ICE-Halt ist der Bahnhof Montabaur an der Schnellfahrstrecke Köln–Rhein/Main oder Koblenz an der rechten Rheinstrecke.

## Persönlichkeiten

### Ehrenbürger
- Günter Schwaderlapp, Ortsbürgermeister von 1988 bis 2004 und Ehrenbürger von Hilgert seit 2004

### Söhne und Töchter der Gemeinde
- Alfred Radermacher (1913–1994), Kommandant auf U 120, U 393; Obersteuermann auf U 5 unter Kommandant Heinrich Lehmann-Willenbrock
- Albrecht Klauer-Simonis (1918–2002), Künstler und Verleger
- Udo E. Simonis (* 1937), Professor für Umweltpolitik